# 貝內特冰原島峰
84°47′S 116°25′W / 84.783°S 116.417°W
貝內特冰原島峰（英語：Bennett Nunataks）是南極洲的冰原島峰，位於威爾克斯地，處於拉基嶺以北0.5海里，屬於俄亥俄山脈中俄亥俄山脈的一部分，由美國研究隊測量，現時由南極條約體系管理。